# هانز غلوبكي
هانز جوزيف ماريا غلوبكي (10 سبتمبر 1898 - 13 فبراير 1973) هو محام ألماني وموظف حكومي رفيع المستوى وسياسي، عمل وكيلًا لوزارة الخارجية ورئيس أركان المستشارية الاتحادية الألمانية في ألمانيا الغربية من 28 أكتوبر 1953 إلى 15 أكتوبر 1963. في عام 1936، كتب غلوبكي تعليقًا قانونيًا على قوانين نورمبرغ العرقية المعادية للسامية والذي لم يعبر فيه عن أي اعتراض على التمييز المُمارس ضد اليهود، الأمر الذي ساهم في ترسيخ الحزب النازي ليقوم على أساس قانوني أكثر صلابة وفتح الطريق أمام الهولوكوست خلال الحرب العالمية الثانية. بحلول عام 1938، جرت ترقية غلوبكي إلى منصب قائد وزاري في مكتب الشؤون اليهودية في وزارة الداخلية، وأصدر مرسومًا يقضي بتغيير أسماء اليهود، فكان عليهم تغيير اسمهم الأوسط ليصبح إسرائيل للرجال وساره للنساء، وذلك لتسهيل التعرف عليهم. في عام 1941، أصدر قانونًا آخر جُرّد اليهود في الأراضي المحتلة بموجبه من أراضيهم وممتلكاتهم. يشتهر غلوبكي كذلك بكتابة تقرير وزارة الداخلية من فرنسا، والذي طغى عليه الطابع العنصري، إذ أبدى انزعاجه من «الدم الملون في أوروبا» ودعا إلى «القضاء» على «تأثيراته» التي قد تطال المجمع الجيني.
أحاط الجدل بمسيرة غلوبكي المهنية عندما عمل وزيرًا للخارجية ورئيس أركان المستشارية الاتحادية في ألمانيا الغربية. في هذا المنصب، كان مسؤولًا عن إدارة المستشارية، والتوصية بتعيين الأشخاص في المناصب الحكومية، وتنسيق عمل الحكومة، وإنشاء المخابرات الألمانية الغربية والإشراف عليها وعلى جميع مسائل الأمن القومي.
أصبح غلوبكي، وهو مناهض شديد للشيوعية، نصيرًا قويًا لحكومة ألمانيا الغربية، واعتبره العديد من الأشخاص أحد أكثر المسؤولين الحكوميين نفوذًا في حكومة المستشار كونراد أديناور. كان لغلوبكي دور فعال في تشكيل مسار الدولة وهيكلها، فضلًا عن تحالف ألمانيا الغربية مع الولايات المتحدة. ولعب دورًا بارزًا في وضع السياسات الألمانية الغربية المناهضة للشيوعية على الصعيدين المحلي والدولي وفي مجتمع الاستخبارات الغربي، وكان المتحدث الرسمي باسم الحكومة الألمانية في المراسلات مع الناتو وأجهزة المخابرات الغربية الأخرى، ولا سيما وكالة المخابرات المركزية. خلال حياته، لم يُعرف سوى القليل عن دوره في الدولة النازية.

## نشأته وتعليمه
ولد غلوبكي في دوسلدورف بمقاطعة الراين، وهو ابن تاجر القماش جوزيف غلوبكي وزوجته صوفي (إربيريتش قبل الزواج)، اللذان انتميا إلى كنيسة الروم الكاثوليكية وأيدا حزب الوسط. انتقلت عائلته إلى آخن بعد فترة وجيزة من ولادته، حيث فتح والده متجرًا للستائر. التحق بمدرسة كايزر كارل الثانوية للنخبة وأنهى امتحان أبيتور في عام 1916، وجُنّد بعدها في الجيش الألماني حيث خدم حتى نهاية الحرب العالمية الأولى في وحدة مدفعية على الجبهة الغربية. بعد الحرب العالمية الأولى، درس القانون والعلوم السياسية في جامعة بون وجامعة كولونيا وجامعة جيسن. في عام 1921، أصبح غلوبكي متدربًا قانونيًا عقب اجتياز اختبار الدولة للتدريب القانوني في المحكمة الإقليمية العليا في كولونيا. عمل متدربًا في إيشفايلر وكولونيا وبرلين لمدة عام. في عام 1922، حصل غلوبكي على درجة الدكتوراة في القانون في جامعة جيسن، وحملت أطروحته عنوان حصانة أعضاء الرايخستاغ وبرلمان الولاية. توفي والده في العام ذاته ليصبح غلوبكي معيل العائلة.
أثناء الدراسة، انضم غلوبكي الذي يعتنق الكاثوليكية إلى اتحاد الأخويات الطلابية الألمانية الكاثوليكية في بون. كان لعلاقاته الوثيقة مع زملائه أعضاء الاتحاد ودخوله عضوية حزب الوسط الكاثوليكي منذ عام 1922 دورًا مهمًا في مسيرته السياسية اللاحقة. في عام 1924، أنهى غلوبكي عمله مساعدًا قانونيًا وأصبح قاضيًا لفترة وجيزة في محكمة مقاطعة آخن. في عام 1925، عُين نائب رئيس شرطة آخن وموظفًا حكوميًا برتبة مقيم محلي في عام 1926.
في عام 1934، تزوج بأوغوستا فيلانت، وأنجبا ولدين وابنة واحدة.

## مسيرته الوزارية
في ديسمبر 1929، دخل غلوبكي السلك الحكومي بانضمامه إلى مجلس إدارة الحكومة في وزارة الداخلية البروسية، حيث عمل على السجلات المدنية وحقوق التسمية والتجريد العسكري في راينلاند والاستفسارات المتعلقة بمعاهدة فرساي.
لم يُسرّح غلوبكي من عمله كما حصل مع معظم موظفي الوزارية البروسية الذين أقالتهم حكومة فرانز فون بابن، ولا سيما المسؤولين ذوي التوجه الجمهوري بعد الانقلاب في بروسيا في 20 يوليو 1932. على النقيض من ذلك، في 12 أغسطس 1932، عُيّن رئيسًا للدائرة الدستورية في الدائرة الأولى. شملت هذه الإدارة كذلك إدارة الأحوال المدنية، التي كانت مسؤولة عن تنظيم مسائل تغيير الاسم. في أكتوبر 1932، وُضعت مجموعة من القواعد بإشراف غلوبكي، وعُرفت باسم «مرسوم المسؤولية عن تغيير الألقاب والأسماء الأولى بتاريخ 21 نوفمبر 1932». بموجب هذه القوانين، أصبح من الصعب على الألمان من أصل يهودي في بروسيا تغيير أسمائهم الأخيرة إلى أسماء لا يبدو وكأنها يهودية، وجرى العمل بها في ديسمبر 1932.
ارتبط هذا المرسوم بالمبادئ التقييدية لمعاملات تغييرات الأسماء اليهودية التي صيغت في وزارة الداخلية البروسية في عامي 1909 و1921، ولكنه وضع هذه التغييرات لتصبح علانية في سياق معاداة اليهود. في التعميم الصادر عن غلوبكي حول حقوق التسمية، صرح أن كل تغيير يطرأ على الاسم يُضعف «التعرف على أصل الأسرة»، ويسهّل «التعتيم على الحالة الاجتماعية» ويخفي «أصل الشخص».
في إطار السوابق القضائية السابقة لألمانيا الشرقية، يعتبر الباحثون أن هذه المعاملة غير المتكافئة لليهود في المرحلة الأخيرة من جمهورية فايمار، والذي كان لغلوبكي دور بارز فيها، مقدمة للتمييز المرتبط بالأسماء خلال الحقبة النازية المبكرة. يرى المؤرخ مانفريد غورتيماكر والمحامي الجنائي كريستوف سافيرلينغ، أنه وبسبب تلك القوانين أصبح غلوبكي «أحد رواد التشريع العنصري اللاحق في وقت مبكر مثل جمهورية فايمار».

## مسيرته خلال النازية
بعد استيلاء الحزب النازي على السلطة في أوائل عام 1933، شارك غلوبكي في صياغة سلسلة من القوانين التي تهدف إلى ربط النظام القانوني البروسي مع الرايخ. في ديسمبر 1933، عُيّن في مجلس الحكومة الأعلى، ولكن غلوبكي ذكر أنه جرى تأجيل هذا التعيين بسبب شكوكه حول شرعية ما يُعرف بالانقلاب البروسي عام 1932، الذي عُرف في أوساط الوزارة. ساعد غلوبكي في صياغة قانون التمكين لعام 1933، والذي منح أدولف هتلر سلطات ديكتاتورية. بالإضافة إلى ذلك، يُنسب إليه وضع قانون 10 يوليو 1933 المتعلق بحل مجلس الدولة البروسي والتشريع الإضافي الذي نسق جميع الهيئات البرلمانية البروسية.
في 1 نوفمبر 1934، بعد توحيد وزارة الداخلية البروسية مع وزارة الداخلية في الرايخ، تولى غلوبكي منصب المتحدث الرسمي باسم وزارة الداخلية البروسية والرايخ التي جرى تشكيلها حديثًا في عهد وزير داخلية الرايخ فيلهلم فريك، حيث عمل حتى عام 1945. في عام 1938، حصل غلوبكي على آخر ترقيته خلال الفترة النازية إلى المجلس الوزاري.

### إجراءات ترحيل اليهود واضطهادهم
منذ عام 1934 وما بعده، واصل غلوبكي عمله بتولي مسؤولية النظر في أمور تغيير الأسماء وقضايا الأحوال المدنية، ومن عام 1937، جرت توسعة صلاحياته لتشمل القضايا الدولية في مجال المواطنة وعقود الخيارات. باعتباره مشرفًا مشاركًا، تعامل غلوبكي كذلك مع «القضايا العرقية العامة»، والهجرة والترحيل، والمسائل المتعلقة بقوانين «قانون حماية الدم» المعادية للسامية التي تنظر في موضوع العلاقات الجنسية بين الآريين وغير الآريين. شارك في تأليف النص التوضيحي القانوني الرسمي لقانون جنسية الرايخ الجديد، وهو أحد قوانين نورمبرغ التي طُرحت في مؤتمر الحزب النازي في سبتمبر 1935، والتي اُلغيت بموجبها جنسية اليهود الألمان، وغيرها من القوانين. انطوت أعمال غلوبكي كذلك على وضع نماذج ومشاريع للقوانين والمراسيم. وبذلك، اضطلع بدور قيادي في إعداد المرسوم الأول المتعلق بالقانون المدني للرايخ (الصادر في 14 نوفمبر 1935)، وقانون الدفاع عن الدم والشرف الألماني (الصادر في 18 أكتوبر 1935)، وقانون الأحوال المدنية (الصادر في 3 نوفمبر 1937). كان حرف الياء الذي يشير إلى اليهودية والمطبوع على جوازات سفر اليهود من تصميم غلوبكي.